# Мюрхоль, Бьярте
Бьярте Мюрхоль (норв. Bjarte Myrhol; род. 29 мая 1982, Осло) — бывший норвежский гандболист.

## Карьера
Клубная
Бьярте Мюрхоль начал профессиональную карьеру в 2002 году в клубе «Саннефьорд». В 2005 году перешёл в венгерский клуб «Веспрем», выиграв с клубом чемпионат Венгрии. В 2006 году перешёл в немецкий клуб «Нордхорн». В 2009 году перешёл в «Рейн Неккар Лёвен» и провёл в клубе 6 сезонов, и всего провёл 256 матчей и забил 984 голов. В 2015 году перешёл в клуб «Скьёрн». Завершил карьеру в клубе «Киль» в 2022 году.
В сборной
Бьярте Мюрхоль выступал за сборную Норвегии. Дебютировал в сборной состоялся в 16 августа 2002 года в матче против Египта. Мюрхоль является рекордсменом сборной по количеству матчей — провёл 263 матча и забил 803 гола.

## Титулы
- Победитель чемпионата Венгрии: 2006
- Победитель Кубка Европейской гандбольной федерации: 2008
- Победитель чемпионата Норвегии: 2003, 2004, 2005
- Обладатель Европейского кубка ЕГФ: 2013
- Победитель чемпионата Дании: 2018
- Серебряный призёр чемпионата Мира: 2017
- Лучший линейный чемпионата Мира: 2017[2], 2019 [3]

## Статистика
| Сезон     | Клуб              | Лига       | Матчи | Голы | 7-метр | Голы |
| --------- | ----------------- | ---------- | ----- | ---- | ------ | ---- |
| 2006/07   | Нордхорн          | Бундеслига | 27    | 87   | 0      | 87   |
| 2007/08   | Нордхорн          | Бундеслига | 26    | 89   | 0      | 89   |
| 2008/09   | Нордхорн-Линген   | Бундеслига | 25    | 139  | 0      | 139  |
| 2009/10   | Рейн Неккар Лёвен | Бундеслига | 29    | 111  | 0      | 111  |
| 2010/11   | Рейн Неккар Лёвен | Бундеслига | 30    | 132  | 0      | 132  |
| 2011/12   | Рейн Неккар Лёвен | Бундеслига | 26    | 87   | 0      | 87   |
| 2012/13   | Рейн Неккар Лёвен | Бундеслига | 33    | 129  | 0      | 129  |
| 2013/14   | Рейн Неккар Лёвен | Бундеслига | 30    | 113  | 0      | 113  |
| 2014/15   | Рейн Неккар Лёвен | Бундеслига | 34    | 104  | 1      | 103  |
| 2006—2015 | Итого             | Бундеслига | 260   | 991  | 1      | 990  |